# Marcos Peña
Marcos Peña (3 luglio 1979) è uno schermidore portoricano.

## Palmarès
In carriera ha conseguito i seguenti risultati:
- Giochi Panamericani:

Santo Domingo 2003: bronzo nella spada a squadre.